# ActiveX Data Objects
Pour les articles homonymes, voir ADO.
 (octobre 2012).
Si vous disposez d'ouvrages ou d'articles de référence ou si vous connaissez des sites web de qualité traitant du thème abordé ici, merci de compléter l'article en donnant les références utiles à sa vérifiabilité et en les liant à la section « Notes et références ».
ActiveX Data Object ou ADO est une bibliothèque logicielle de Microsoft fournissant une interface d'accès aux données dans l'environnement Windows.
Elle permet aux programmes clients d'accéder aux données, et de les manipuler, dans un fichier ou un serveur de base de données.
Cette bibliothèque logicielle est une évolution de DAO.
Depuis la sortie du Framework .NET, il est utilisé de manière connecté ou déconnecté (dataset). Il est basé sur l'utilisation du format XML, et de l'état des lignes (DatarowState). La version 2 de ADO.Net, sortie en novembre 2005 avec le Framework 2, apporte des classes indépendantes du moteur d'exécution.

## ADO.NET
ADO.NET est la nouvelle bibliothèque logicielle d’accès aux données fournie en standard dans le Framework .NET. C’est un ensemble de classes, de structures, de types gérant l’accès à des sources de données. La connexion à une source de données s’effectue par le biais d’un fournisseur géré comme OLE DB.
Il y a en fait deux moyens différents d’accéder aux données. Ils ont tous les deux des qualités et des défauts.
Le premier est l’accès grâce à un datareader. Cet accès est très rapide mais il ne peut que lire les données. La connexion à la base est toujours activée.
Le deuxième est l’accès grâce à un dataAdapter qui charge un dataset. Cet accès est plus lent que le premier mais permet d’ajouter, de modifier, de supprimer et de lire les données. Il permet aussi de travailler en mode déconnecté de la base donc laisse l’accès pour d’autres applications plus rapidement.

## Exemple en ASP
Exemple en utilisant ADO :
```
dim
 
myconnection,
 
myrecordset,
 
name
set
 
myconnection
 
=
 
server.createobject("ADODB.Connection")
set
 
myrecordset
 
=
 
server.createobject("ADODB.Recordset")

myconnection.open
 
mydatasource
myrecordset.open
 
"Phonebook",
 
myconnection
 

myrecordset.find
 
"PhoneNumber
 
=
 
'555-5555'"
name
 
=
 
myrecordset.fields.item("Name")
myrecordset.close

set
 
myrecordset
 
=
 
nothing
set
 
myconnection
 
=
 
nothing

```

Le même exemple en utilisant du SQL :
```
dim
 
myconnection,
 
myrecordset,
 
name
set
 
myconnection
 
=
 
server.createobject("ADODB.connection")
myconnection.open
 
mydatasource
set
 
myrecordset
 
=
 
myconnection.execute("SELECT
 
Name
 
FROM
 
Phonebook
 
WHERE
 
PhoneNumber
 
=
 
'555-5555'")
name
 
=
 
myrecordset(0)

```